# Michael Pisk
Michael Pisk (* 27. Juli 1961 in Graz) ist ein österreichischer Künstler und Restaurator.

## Tätigkeit
Michael Pisk machte zunächst eine Ausbildung, unter anderem im Bereich der Restaurierung an Holzskulpturen. Seit 1988 arbeitet er in Hauptbeschäftigung als Künstler. Er arbeitet an Werkzyklen, die sich mit Dehydration von Material, von Materie auseinandersetzen. Er schafft auch Fotozyklen, die sich ursächlich mit der Natur und den verschwindenden Objekten aus dieser befassen. Er ist als bildender Künstler Autodidakt. Eine Reihe seiner Arbeiten sind in öffentlichen und privaten Sammlungen, etwa die Sammlung des BKA (Bundessammlung) und die der Stadt Wien (MUSA).

## Werke im öffentlichen Raum
- Skulpturenprojekt für die Weinbauschule Krems
- Skulpturenpark LKH Klagenfurt
- "flat files" Pierogi 2000, Brooklyn, New York
- Skulpturenpark Botanischer Garten, Linz